# حمض الدوديكانديويك
حمض الدوديكانديويك (DDDA) هو حمض ثنائي الكربوكسيل صيغته الكيميائية C12H22O4، ويوجد المركب في الشروط القياسية على شكل صلب أبيض اللون.

## التحضير
يمكن التحضير مخبرياً انطلاقاً من 3،1-بوتاديين، والذي تؤدي البلمرة المتحكمة له إلى الحصول على مركب حلقي دوديكاتريين (1) والذي يحول إلى حمض الدوديكانديويك (4) بعملية هدرجة إلى حلقي الدوديكان (2) ومن ثم بالأكسدة بواسطة حمض البوريك إلى مزيج من الكحول (3a) والكيتون (3b) ثم بالمعالجة مع حمض النتريك في الخطوة الأخيرة:

## الخواص
يوجد المركب في الشروط القياسية على شكل مركب صلب على شكل قشور بيضاء اللون، ذات انحلالية ضعيفة في الماء.

## الاستخدامات
للمركب وفق بعض الأبحاث استخدامات طبية محتملة.